# پرستوی سریلانکایی
پرستوی سریلانکایی (نام علمی: Cecropis hyperythra) یک زادآور ساکن سری‌لانکا است و ارتباط نزدیکی با پرستوی دمگاه‌حنایی دارد و در گذشته به عنوان یک زیرگونه از آن در نظر گرفته می‌شد.
معمولاً به صورت جفت یا گروه‌های کوچک زندگی می‌کند.